# 东白湖镇
东白湖镇，是中国浙江省绍兴市诸暨市下辖的一个镇。

## 行政区划
下辖以下地区：
陈蔡村、斯宅村、廖宅村、新东村、五峰村、湖山村、孝义村、雄踞村、琴察村、上英村、娄东村、西岩村、日溢村、上家湖村、里四村、新上泉村、西丁村、殿南村、小东村和东白山村。

## 中国传统村落
斯宅村获评“中国传统村落”。